# 单簧管协奏曲 (莫扎特)

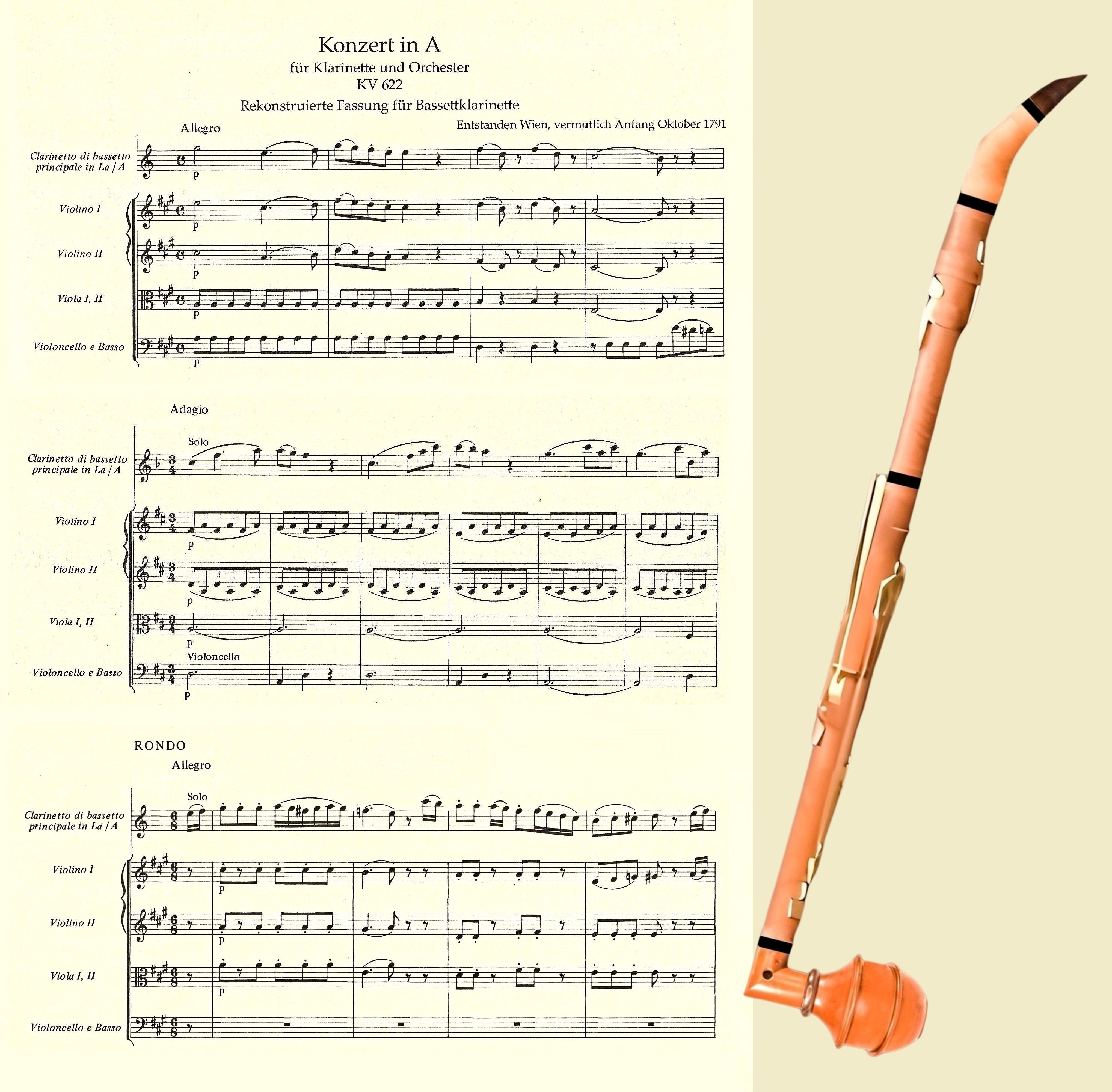
带有 3 个乐章开头的乐谱；安东-施塔德勒的单簧管复制品

《A大调单簧管协奏曲》，作品號K. 622，是沃尔夫冈·阿马德乌斯·莫札特于1791年9月至10间创作的一部协奏曲，起初是莫扎特为单簧管演奏家安東·史塔特勒而作。樂曲是莫扎特创作的最后一部协奏曲，也是他最后几部作品之一，更是莫扎特唯一的一部单簧管协奏曲。这部作品因他精心设计的独奏家和乐队间的对话以及没有过多的展示独奏家的段落而出名。其中的第二乐章因作为电影《走出非洲》的经典配乐后广为人知。

## 創作背景

### 最初版本
莫扎特創作這首協奏曲时，适逢他兩年前已完成一部為巴塞管和樂隊的《G大調快板》（作品号K. 621b），後來只利用了九日的時間（1791年9月28日至10月7日），才加上另外兩個樂章而成為現時的協奏曲版本，並將原本的快板改為給“巴塞单簧管”及轉調成A大調。
巴塞单簧管是單簧管的一種，它既有單簧管的音色，同時亦有巴塞管的伸延性低音。能吹至C3，而一般的单簧管无法演奏出莫扎特突出强调的低音音符。莫扎特的出版商在樂譜發行前，擅自把樂譜修改，將那些只能由巴塞单簧管演奏的低音改為正常音域音符。原始的乐谱則沒有出版。更为遗憾的是，莫扎特的手譜竟被史塔特勒典當。直至二十世紀中期，學者才發現原谱已轶，但為時已晚，手稿已經失傳。現存最舊的版本，已經是1801年的Andrè版本。他們可以做的只有從最舊版的樂譜中去重組莫扎特原本的想法。試圖还原為巴塞单簧管能演奏的版本。學者試圖從其他同時期，同样题献给史塔特勒的巴塞單簧管協奏曲著手，包括了完成莫扎特《安魂曲》的苏斯迈尔的作品，以及约瑟夫·艾伯勒的單簧管協奏曲（HV160）。尽管如此，出版商发行的单簧管版乐谱仍是当今最为人熟知的版本。

### 首演
樂曲於1791年10月16日在布拉格舉行，史塔特勒独奏。這次演出獲得了正面的評價，《柏林音樂人週報》（Berlin Musikalisches Wochenblatt）於1792年1月就有過這樣的评论：
|  | 來自維也納的單簧管手史塔特勒先生，在舞台上完全是一位极具天赋的人物……敢保證他的演奏是完美的。 |

## 分析

### 配器
獨奏：單簧管（或巴塞單簧管）
| 木管樂器： 2 長笛 2 低音管 | 銅管樂器： 2 法國號 | 弦樂器： 弦乐组 |

依照工具書《管弦樂作品手冊》指示，上述之配器可簡記為"2 0 0 2—2 0 0 0—tmp—str"。

### 結構
本协奏曲共三个乐章：
1. Allegro - 快板
2. Adagio（英语：Adagio） - 柔板
3. Allegro - 快板

#### 第一乐章
A大调，快板，
拍。该乐章使用了双呈示部的奏鸣曲式，先由乐队呈示主题开始。第一小提琴奏出主部主题，中提、大提、低音在其下方奏出连续的八分音符伴奏，而后管乐加入。这一主题旋律欢快流畅，全部为开放式乐句，体现莫扎特“对传统作曲对位技巧的反感”。58小节后，主奏乐器单簧管加入，再度呈示这一主题，带有强烈的歌唱性、抒情性：
随后乐曲由A大调转入a小调，单簧管高、低两个音区互相交替，显示出莫扎特对乐器音区的细腻掌握。乐曲在约100小节时转入A大调的属和弦E大调。展开部开始，单簧管奏出略带阴暗的旋律，始终与明朗的旋律交织，形成一定的对比。再现部开始后，单簧管再度奏出最初的主题旋律以及小调部分的旋律，同时兼有十六分音符的快速音阶作为装饰。
2010年英国电影《国王的演讲》中，科林·费尔斯饰演的国王在和杰弗里·拉什饰演的医生进行口吃训练的背景乐以及影片的结束曲即是运用了这一乐章的主题。

#### 第二乐章
D大调，柔板，
拍。第二乐章采用了完全三部曲式，在弦乐的伴奏下，单簧管静静地奏出主旋律。第一小提琴 、第二小提琴始终奏出小波浪式的分解和弦。之后，单簧管主奏的音色被乐队中的长笛音色代替，加在厚重的乐队大背景下相呼应，高音若隐若现：
乐队回应这一主题后进入属调，单簧管展开技巧化的主题，随后与第一小提琴 、第二小提琴对话问答。回到再现部后，单簧管细腻地装饰然后结束。
1985年美国电影《走出非洲》的主题曲《陪我到天明》（Stay With Me Till The Morning）便是借用了这一乐章的主题。

#### 第三乐章
A大调，快板，
拍，回旋曲式，采用A－B－A－C－A－Coda结构。先由主奏单簧管奏出附有连吐断音的欢快主题，乐队重复。
在回旋曲的多次往复中，装饰性的音阶和琶音一泻而下。整个乐章以欢快的基调为主，又有淡淡的忧思。进入第一副主题后插入小调转调。第二副主题由f#小调主题带头，变成Ｄ大调主奏单簧管与乐队呼应。片段再次运用回旋曲主题，第一副部再现，主部第三次再现，插入第三副主题。最后回到主部主题，第四次出现，尾声后全曲结束。

## 评价
- 1802年3月德国莱比锡《音乐广讯报》评论：只有他——莫扎特——才能写出这样的乐曲。这首乐曲优美、得体、高雅，它一定是世界上最重要的单簧管协奏曲。[6]
- 美国音乐学者爱德华·唐斯：既非忧伤也非欢乐，既未嘲弄也未绝望，既无自馁也无慰藉。在这个“高贵纯朴与平静的伟大”的世界里，情感徒劳无益。[12]